# Idylle sous les toits
Pour plus de détails, voir Fiche technique et Distribution.

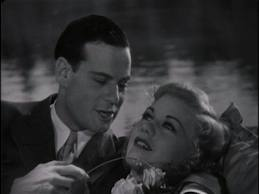
Norman Foster et Ginger Rogers

Idylle sous les toits (Rafter Romance) est un film américain réalisé par William A. Seiter, sorti en 1933.

## Synopsis
À New York, dans le quartier de Greenwich Village, Mary Carroll, une employée de bureau, mène une vie paisible dans son appartement. Occupée par son métier, elle ignore qu'elle partage en réalité son domicile avec un homme qu'elle ne connait pas. Cet homme, c'est Jack Bacon, un artiste de music-hall qui ne travaille que la nuit. À cause de leurs horaires décalés, tous deux ignorent qu'ils ne sont pas seuls chez eux.

## Fiche technique
- Titre : Idylle sous les toits
- Titre original : Rafter Romance
- Réalisation : William A. Seiter
- Scénario : H.W. Hanemann, Sam Mintz et Glenn Tryon (adaptation) d'après une histoire de John Wells
- Producteurs : Merian C. Cooper (producteur exécutif), Kenneth Macgowan (producteur associé) et Alexander McGaig (non crédité)
- Société de production et de distribution : RKO
- Directeur musical : Max Steiner (non crédité)
- Photographie : David Abel
- Montage : James B. Morley
- Décors : John Hughes et Van Nest Polglase
- Costumes : Bernard Newman
- Pays d'origine :  États-Unis
- Langue : Anglais
- Format : Noir & blanc - 35 mm - 1,37:1 - Son : Mono (RCA Victor System)
- Genre : Comédie romantique
- Durée : 73 minutes
- Dates de sortie :
  - États-Unis : 1er septembre 1933
  - France : 20 mars 1935

## Distribution
- Ginger Rogers : Mary Carroll
- Norman Foster : Jack Bacon
- George Sidney : Max Eckbaum
- Robert Benchley : H. Harrington Hubbell
- Laura Hope Crews : Elise Peabody Whittington Smythe
- Guinn Williams : Fritzie
- Sidney Miller (en) : Julius Eckbaum